# Franz Xaver Ludwig Hohr
Pour les articles homonymes, voir Hohr.
Franz Xaver Ludwig Hohr, francisé en François-Xavier Louis Hohr, né le 26 avril 1766 à Colmar et mort dans la même ville le 25 janvier 1848, est un peintre baroque français. Il est actif de 1786 à 1848.

## Biographie
Franz Xaver Ludwig Hohr ou François-Xavier Louis Hohr, naît en 1766 à Colmar et est baptisé le 26 avril. Il est le huitième parmi les dix enfants d'Ignace Hohr et de sa femme Eléonore Salomé Bressler. Les Hohr étaient la plus grande famille d'artistes à Colmar à la fin de l'Ancien-Régime
Il était peintre miniaturiste. Certains de ses portraits sont exposés au musée des Beaux-Arts de Colmar,.

## Œuvres dans les collections publiques
- Deux jeunes femmes en buste, esquisse d'un homme cuirassé, casqué et armé, graphite sur papier, attribué à François Xavier Louis Hohr ou François Joseph Hohr, 12,2 × 16,5 cm, entre 1786 et 1848, musée Unterlinden (Colmar)[5] ;
- Portrait de la famille Hohr, gouache et aquarelle sur bois, vers 1785, musée Unterlinden[2].